# Schizogenius pygmaeus
Schizogenius pygmaeus är en skalbaggsart som beskrevs av Vandyke. Schizogenius pygmaeus ingår i släktet Schizogenius och familjen jordlöpare. Inga underarter finns listade i Catalogue of Life.